# Damallsvenskan
Damallsvenskan este cea mai importantă ligă din sistemul competițional fotbal feminin din Suedia. Competiția a fost creată în anul 1988. Înainte de acest an, liga se numea Division I. Numărul actual de echipe participante este de 14.